# Ángel Javier Pérez Pueyo

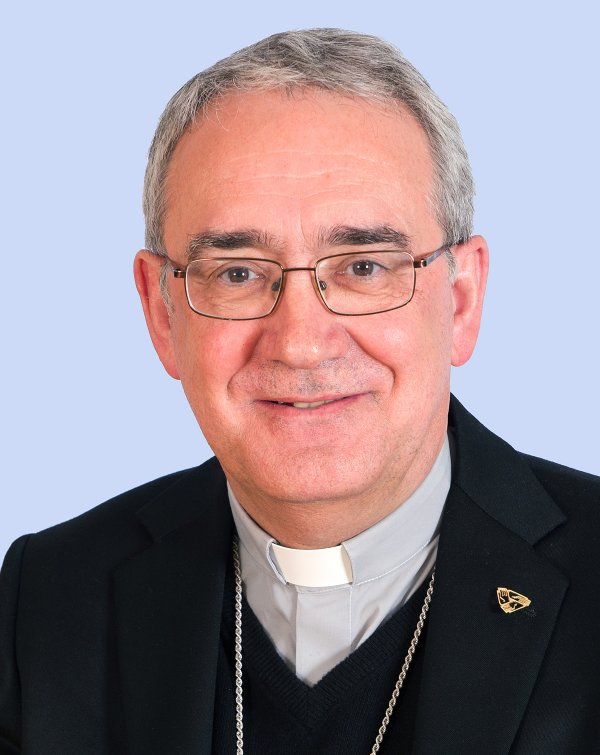
Ángel Javier Pérez Pueyo.

Bischofswappen von Ángel Javier Pérez Pueyo

Ángel Javier Pérez Pueyo (* 18. August 1956 in Ejea de los Caballeros, Aragonien, Spanien) ist ein spanischer Geistlicher und römisch-katholischer Bischof von Barbastro-Monzón.

## Leben
Ángel Javier Pérez Pueyo trat 1966 in das Priesterseminar in Saragossa ein und 1974 begann er das Studium der Katholischen Theologie und Philosophie am Regionalen Zentrum für theologische Studien von Aragonien. Er empfing am 19. März 1980 das Sakrament der Priesterweihe für das Bistum Plasencia. Anschließend erwarb Pérez Pueyo an der Universität Salamanca ein Lizenziat in Philosophie und Erziehungswissenschaften.
Am 27. Dezember 2014 ernannte ihn Papst Franziskus zum Bischof von Barbastro-Monzón. Die Bischofsweihe spendete ihm der Erzbischof von Valladolid, Ricardo Kardinal Blázquez Pérez, am 22. Februar des folgenden Jahres. Mitkonsekratoren waren der Erzbischof von Saragossa, Vicente Jiménez Zamora, und sein Amtsvorgänger Alfonso Milián Sorribas.